# Киселёв, Геннадий Васильевич
Геннадий Васильевич Киселёв (бел. Генадзь Васільевіч Кісялёў; 19 марта 1931, Коломна — 14 ноября 2008, Минск) — белорусский советский прозаик, археограф, историк, литературовед. Кандидат исторических наук, доктор филологических наук (1994). Лауреат Государственной премии БССР имени Якуба Коласа (1990). Член СП СССР (1964).

## Биография
Родился 19 марта 1931 года в семье служащих в городе Коломне Московской области РСФСР. Окончил среднюю школу в Витебске (1948). Окончил Московский историко-архивный институт (1953). Затем работал в архивах Вильнюса. С 1971 года — научный сотрудник Института литературы имени Янки Купалы Национальной академии наук Беларуси.
Умер 14 ноября 2008 года в Минске.

## Основные научные труды
Исследовал историю белорусской общественной мысли и белорусской литературы XIX—XX веков, жизнь и деятельность К. С. Калиновского, В. И. Дунина-Марцинкевича, Ф. К. Богушевича, А. И. Вериги-Даревского и П. Шпилевского.
- Кісялёў, Г. В. Сейбіты вечнага / Г. В. Кісялёў. — Мінск : Дзяржаўнае выдавецтва БССР, 1963. — 303 с.
- Кісялёў, Г. В. З думай пра Беларусь : Даследаванні і знаходкі з гісторыі беларускай літаратуры і рэвалюцыйнага руху другой паловы XIX стагоддзя / Г. В. Кісялёў. — Мінск : Беларусь, 1966. — 320 с.
- Кісялёў, Г. В. Паплечнік Каліноўскага : Валерый Урублеўскі / Г. В. Кісялёў. — Мінск : Народная асвета, 1976. — 80 с.
- Кісялёў, Г. В. Героі і музы : Гісторыка-літаратурныя нарысы / Г. В. Кісялёў. — Мінск : Маст. літ., 1982. — 255 с.
- Кісялёў, Г. В. Спасцігаючы Дуніна-Марцінкевіча : Спроба навуковай сістэматызацыі дакументаў і матэрыялаў / Г. В. Кісялёў. — Мінск : Універсітэцкае, 1988. — 160 с.
- Кісялёў, Г. В. На пераломе дзвюх эпох : Паўстанне 1863 г. на Міншчыне / Г. В. Кісялёў. — Мінск : Полымя, 1990. — 35 с.
- Кісялёў, Г. В. Ад Чачота да Багушэвіча : Праблемы крыніцазнаўства і атрыбуцыі беларуская літаратуры XIX ст. / Г. В. Кісялёў. — Мінск : Навука і тэхніка, 1993. — 395 с.
- Кісялёў, Г. В. Радаводнае дрэва : К. Каліноўскі — эпоха — наступнікі / Г. В. Кісялёў. — Мінск : Мастацкая літаратура, 1994. — 301 с.
- Кісялёў, Г. В. Сейбіты вечнага : артыкулы пра беларускіх пісьменнікаў і дзеячаў рэвалюцыйнага руху 1863 года; Скарынаўская сімволіка : вытокі, традыцыі, інтэрпрэтацыі / Г. В. Кісялёў. — Мінск : Медысонт, 2009. — 542 с.

Составитель сборников историко-архивных документов по истории революционного подъёма в Беларуси 1861—1864 годов, хрестоматий по истории белорусской литературы XIX—XX столетий («Пачынальнікі» (1977), «Пуцявінамі Янкі Купалы» (1981), «З жыццяпісу Якуба Коласа» (1982)). Разработал концепцию серии историко-литературных сборников «Шляхам гадоў». Один из составителей сборников «Рэвалюцыйны ўздым у Літве і Беларусі 1861—1862 гг.» (1964), «Паўстанне ў Літве і Беларусі 1863—1864» (1965).

## Литературные произведения
Дебютировал в печати в 1958 году. Писал научно-популярные и публицистические очерки, художественно-документальные повести в жанре «литературоведческого расследования».
- Кісялёў, Г. В. Жылі-былі класікі : хто напісаў паэмы «Энеіда навыварат» і «Тарас на Парнасе» / Г. В. Кісялёў. — Мінск : Беларуская навука, 2005. — 547 с.

## Награды и премии
- Государственная премия БССР имени Якуба Коласа (1990) — за книги историко-литературных исследований «Разыскивается классик…» и «Спасцігаючы Дуніна-Марцінкевіча».